# Davanagere (Distrikt)
Der Distrikt Davanagere (Kannada: ದಾವಣಗೆರೆ ಜಿಲ್ಲೆ; auch: Davangere) ist ein Distrikt des indischen Bundesstaates Karnataka. Verwaltungszentrum ist die namensgebende Stadt Davanagere.

## Geografie
Der Distrikt Davanagere liegt in Zentralkarnataka. Nachbardistrikte sind Chitradurga im Südosten, Chikkamagaluru im Süden, Shivamogga im Südwesten, Haveri im Nordwesten und Ballari im Nordosten.
Die Fläche des Distrikts Davanagere beträgt 5.918 km². Das Distriktgebiet gehört zum südlichen Teil des Dekkan-Plateaus und stellt sich als Hochebene dar, aus der sich vereinzelt Berge erheben. Der Fluss Tungabhadra fließt durch den westlichen Teil des Distrikts bildet und bildet streckenweise die Grenze zum Distrikt Haveri.
Der Distrikt Davanagere ist in die sechs Taluks Channagiri, Davanagere, Harirar, Harpanahalli, Honnali und Jagalur unterteilt.

## Geschichte
Während der britischen Kolonialzeit gehörte Davanagere zum Fürstenstaat Mysore. Nach der indischen Unabhängigkeit vollzog Mysore im Jahr 1949 den Anschluss an die Indische Union. Durch die Neuordnung der indischen Bundesstaaten wurde das Gebiet von Davanagere 1956 zu einem Teil des nach den Sprachgrenzen des Kannada gebildeten Bundesstaates Mysore (1973 umbenannt in Karnataka). Am 2. August 1997 wurde der Distrikt Davanagere als eigenständiger Distrikt aus dem Distrikt Chitradurga gelöst.

## Bevölkerung
Bei der indischen Volkszählung 2011 hatte der Distrikt Davanagere 1.945.497 Einwohner. Im Vergleich zur letzten Volkszählung 2001 war die Einwohnerzahl um 8,7 % und somit langsamer als im Mittel Karnatakas (15,7 %) gewachsen. Die Bevölkerungsdichte entsprach mit 328 Einwohnern pro Quadratkilometer dem Durchschnitt des Bundesstaates (319 Einwohner/km²). 32,3 % der Einwohner des Distrikts lebten in Städten, während es im Durchschnitt Karnatakas 38,6 % waren. Auch die Alphabetisierungsquote lag mit 75,7 % nah am Mittelwert des Bundesstaates (76,1 %).
Unter den Einwohnern des Distrikts Davanagere stellten Hindus nach der Volkszählung 2011 mit 85,2 % die Mehrheit. Daneben gab es eine muslimische Minderheit von 13,7 %. Der indische Zensus klassifizierte 12,0 % der Distriktbevölkerung als Angehörige der registrierten Stammesbevölkerung (scheduled tribes, vgl. Adivasi). Dabei handelt es sich fast ausschließlich um Angehörige des Stamms der Naikda.

## Städte

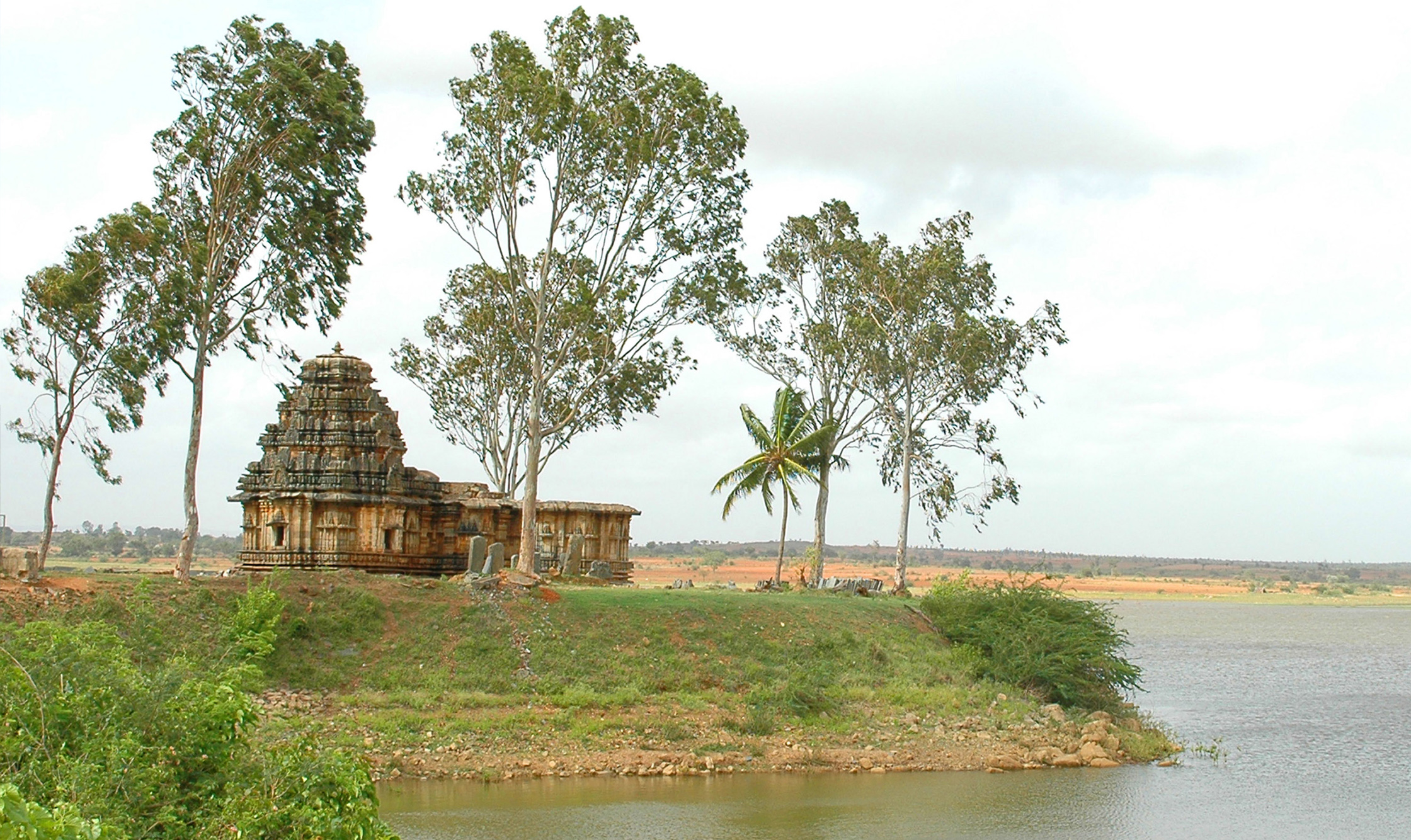
Bhimeshwara-Tempel, Neelagunda

| Stadt        | Einwohner (2001) |
| ------------ | ---------------- |
| Channagiri   | 18.517           |
| Davanagere   | 363.780          |
| Harihar      | 75.042           |
| Harpanahalli | 41.889           |
| Honnali      | 15.574           |
| Jagalur      | 14.741           |

## Sehenswürdigkeiten
Der Distrikt ist eher arm an kulturellen oder historischen Sehenswürdigkeiten; hervorzuheben sind die Chalukya-Tempel von Neelagunda und Bagali sowie der Hoysala-Tempel von Harihar. Auch die moderne Kirche von Harihar Our Lady of Health mit ihrem pagodenähnlichen Turm ist erwähnenswert.